# Front Islàmic
El Front Islàmic (àrab: الجبهة الإسلامية, al-Jabha al-Islāmiyya) és una organització formada després de la unió de set grups rebels durant la Guerra civil siriana, unió anunciada el 22 de novembre de 2013.
Amb una força estimada en el moment de la seva formació d'uns 40,000 homes, el grup es va presentar a si mateix com «l'aliança més important de Síria». Un portaveu anònim va anunciar que el grup no tindria cap connexió amb la Coalició Nacional Síria.
Moltes fonts consideren que el grup està recolzat i armat per l'Aràbia Saudita.
El Front Islàmic va llançar un comunicat a Internet a finals de novembre de 2013 en el qual es definien els seus objectius. Aquest moviment islamista rebutja els conceptes de democràcia representativa i secularisme, atès que els considera contraris a l'islam. Tanmateix, també rebutja un sistema autoritari i opressiu, buscant en el seu lloc establir un Estat islàmic, governat per un consell de savis, per poder així implementar la llei islàmica o xara.
El Front reconeix les diferents minories ètniques i religioses que viuen a Síria, encara que també dona la benvinguda als lluitadors estrangers, que s'han unit a les forces que lluiten en contra d'Al-Assad, sovint alguns d'ells adopten les formes més radicals de l'islam. El Front, que inclou una facció kurda a les seves files, s'oposa a qualsevol partició de Síria, i rebutja qualsevol mitjà no militar per acabar amb la guerra civil.